# Amietia lubrica
Amietia lubrica е вид жаба от семейство Pyxicephalidae.

## Разпространение
Видът е разпространен в Руанда и Уганда.